# Mathurin Cordier
Mathurin Cordier (Normandië, 1479 of 1480 - Genève, 8 september 1564) of (Latijn): Maturinus Corderius was een Franse grammaticus, theoloog en kerkhervormer. Hij was leermeester van Johannes Calvijn.
Cordier leerde voor priester, maar werd in 1514 leraar aan het College de la Marche in Parijs, waar in 1523 Johannes Calvijn bij hem Latijn kwam leren. Cordier erkende de bijzondere begaafdheid van Calvijn en tussen beiden ontstond een intense vriendschap.
In 1534 nam Cordier deel aan de reformatie in Nevers, maar werd vandaar verbannen. Hij volgde Calvijn en Guillaume Farel naar Genève. In 1539 werd hij ook daar weggestuurd, en zette zijn werk voort in Neuchâtel. In 1559 keerde hij terug naar Genève waar hij in 1564 overleed, enkele maanden na Calvijn.
Cordier is de naamgever van het Corderius College in Amersfoort.
- Biblioteca Nacional de España: XX4729583
- Bibliothèque nationale de France: cb12027481g (data)
- Catàleg d'autoritats de noms i títols de Catalunya: 981058524696606706
- Gemeinsame Normdatei: 118912232
- Historisch woordenboek van Zwitserland: 011087
- International Standard Name Identifier: 0000 0001 2130 9902
- Library of Congress Control Number: n84119685
- Nationale Bibliotheek van Tsjechië: mzk2010598154
- Nationale Bibliotheek van Israël: 987007278492005171
- Nederlandse Thesaurus van Auteursnamen: 069096775
- Istituto Centrale per il Catalogo Unico: BVEV059513
- LIBRIS: 236893
- Système universitaire de documentation: 028439996
- Virtual International Authority File: 46774938
- WorldCat: E39PBJvtd9rRxrWw4P7k4rW4bd